# Легло
Легло (ост. креват, от гр. -κρεβάτι, одър/ нар) е мебел, която обикновено се намира в спалнята на жилището и служи за спане и отдих в хоризонтално положение. Конструкцията му най-често се състои от рамка (с крака или с цели плоскости за опора), облегалка и матрак (който може да бъде еднолицев – с вградена подматрачна скара или двулицев – изискващ подматрачна скара към рамката на леглото). Все по-рядко се среща и ползването на дюшек (омекотяваща повърхност от текстилни парчета) вместо матрак.

## Видове легла
Леглата могат да бъдат различни видове според големината си, конструкцията, материалите и предназначението.
- единични легла – легло за един човек, като може да бъде с по-големи размери за повече комфорт и тогава се води „персон и половина“;
- двойни легла;
- детски легла – по-малки по размери от стандартните;
- двуетажни легла – най-вече се ползват като детски легла. Понякога това е конструкция за едно дете, като на „първия етаж“ има бюро, а леглото е на втория;
- падащи легла – това са легла прикрепени към стена, които се свалят и прибират. В прибрано състояние са изправени към стената и така осигуряват пространство в стаята;
- изтеглящи се легла – това е конструкция, при която под матрака има голямо чекмежде, което се издърпва и в него има цял втори матрак;
- походни легла – лека метална конструкция, която може да се сгъва и разгъва, за да стане легло
- разтегателни дивани – дивани, които имат прикрепена метална конструкция, която се разгъва и става на легло. В сгънато положение леглото не се вижда.

## Специални видове легла
Болниците също разполагат с легла за пациентите – многофункционални болнични легла, снабдени с колела за лесно придвижване и механизми за движение на отделни части на леглото.

## История на леглата
Първите легла са примитивни, направени от купа слама и с някаква завивка отгоре (често черга). Важна промяна е издигането на леглото над пода, за да се спи далече от праха и различните вредители. Първите легла са направени от сковани дъски.

### Древна история
Ранните легла са малко повече от купчини слама или друг природен материал (например палмови листа, животински кожи или изсушена орлова папрат). Важна промяна настъпва с вдигането им над земята, с цел да бъдат избегнати водата, пръстта и вредителите.  Легло от около 3600 г. пр.н.е. е открито в пещера в Южна Африка. Леглото е направено от острица и други едносемеделни. Легла, датиращи от около 3200 и 2200 г. пр.н.е., открити в запазено шотландско село, представляват каменни кутии, като към тях вероятно за добавяни меки постели. Египтяните използват високи кревати със стълби и завеси. Елита на египетското общество използва дървени легла, понякога позлатени. Често има и поставка за главата, полуцилиндрична от камък, дърво или метал. Древните асирийци, медийци и персийци използват подобни легла и често декорират мебелите си с инкрустации или апликации от метал, седеф или слонова кост.
Най-старото описание на легло вероятно е това на Одисей: чарпая, изтъкана от въже, играе роля в Одисея. Подобни легла могат да бъдат видени в Националния исторически музей на Уелс. Одисей също така предоставя описание на това как прави брачното си легло от огромно маслиново дръвче. Омир също споменава инкрустирането на легла със злато, сребро и слонова кост. Гръцкото легло има дървена с рамка с табла, най-често от страната на главата. По-късно постелката често е фурнирована със скъпо дърво; понякога е от солидна слонова кост, фурнирована и със сребърни крака; често е от бронз. Възглавниците и завивките също стават по-скъпи и красиви; най-доброто място за тяхното производство са Милет, Коринт и Картаген. Сгъваеми легла също се появяват в известното древногръцко грънчарство.
Римските матраци са пълнени с тръстика, сено или вълна. Пера са използвани към края на републиката, където традицията изисква лукс. Малки възглавници са поставяни в едната, а понякога и от двете страни. Рамките на леглата са високи и до тях се стига с помощта на стълби. Често да подготвяни за двама души и имат табло или релси от задната страна. Завивките често са много скъпи, обикновено лилави с бродирани фигури от злато; докато около леглото висят големи завеси. Рамките на леглото често са от бронз инкрустиран със сребро. Император Елагабал има рамка, направена изцяло от сребро. древните римляни имат много различни легла за почивка.

### Средновековие
В 12. век луксът се увеличава и рамките на леглата се правят от дърво, често декорирано с инкрустации, дърворезба или нарисувани орнаменти. Използвани са и сгъващи се легла, които служат като дивани през деня. През нощта са постилани чаршафи, а кожи, покрити с коприна, се използват като завивки. Каролингски ръкописи показват метални рамки, много по-високи откъм главата. Този вид легла продължават да се произвеждат до 13. век, когато във Франция започват да добавят възглавници, за да постигнат изравнена позиция на тялото.
През 14. век обработката на дървото вече не е от такава важност и рамката често е изцяло покрита от плътни материали. Коприна, кадифе и дори злато са често използвани. По това време се появява балдахиненото легло, стигащо до тавана или прикрепено за стената. По-късно това прераства в цяла стая в стаята, разделена от завеси. Пространството между леглото и стената се нарича ruelle и в него са провеждани срещи с най-близки приятели. 14. век е също така времето, в което леглата от пера се превръщат в много скъпо притежание.
През 15. век леглата стават много големи, достигайки 2 на 4 до 1,8 на 2 метра. Матраците често са пълнени с грахови шушулки, слама или пера. По това време знатните хора взимат повечето си притежания по време на пътувания, включително и леглата и поради тази причина леглата представляват просто покрита рамка; но в началото на 16. век рамките стават по-леки и по-декорирани, защото лордовете остават на същото място за по-дълги периоди.

### Модерна история
През 17. век, наричан „века на великолепните легла“, стилът а ла дюкес с колони и завеси само в частта на главата заменя по-затворените френски легла, въпреки че те остават в употреба много-по дълго в Англия. Луи XIV притежава огромен брой луксозни легла, като в инвентарите на дворците му броят им е 413. Някои от тях имат перлени бродерии и фигури върху сребърна или златна повърхност. Голямото легло във Версай има пурпурни завеси от кадифе с надпис „Триумфът на Венера“, избродиран върху тях. Използвано е толкова много злато, че кадифето едва се вижда.
През 18. век леглата са а ла дюкеса, но във Франция има огромно разнообразие от имена и форми. Обичаят, ложе на правосъдието, според който френския крал се излежава по време на посещенията си в парламента, принцовете седят, висшите чиновници стоят прави, а нисшите коленичат се смята за по-значим за кралската власт дори и от самия трон.
Луи XI е свързан с първото му провеждане, което продължава до края на монархията. В chambre de parade, където се намират церемониалните легла и обстановката е по-интимна са посрещани важни хора като посланици и лордове. Във Версай, жените приемат приятелите си в своите легла преди и след раждане, по време на траур и дори след сключване на брак. През 17. век този обичай става общ, за да се избегнат изморителните детайли от етикета. Сгъваеми легла са използвани от висшата класа във Франция до края на стария ред. Най-старото такова принадлежи на Шарл Дръзки. То има завеси, висящи над лека рамка.
Железни легла се появяват през 18. век. Представят ги като свободни от насекоми, които понякога се заселват в дървените легла.